# Wiskur Danza

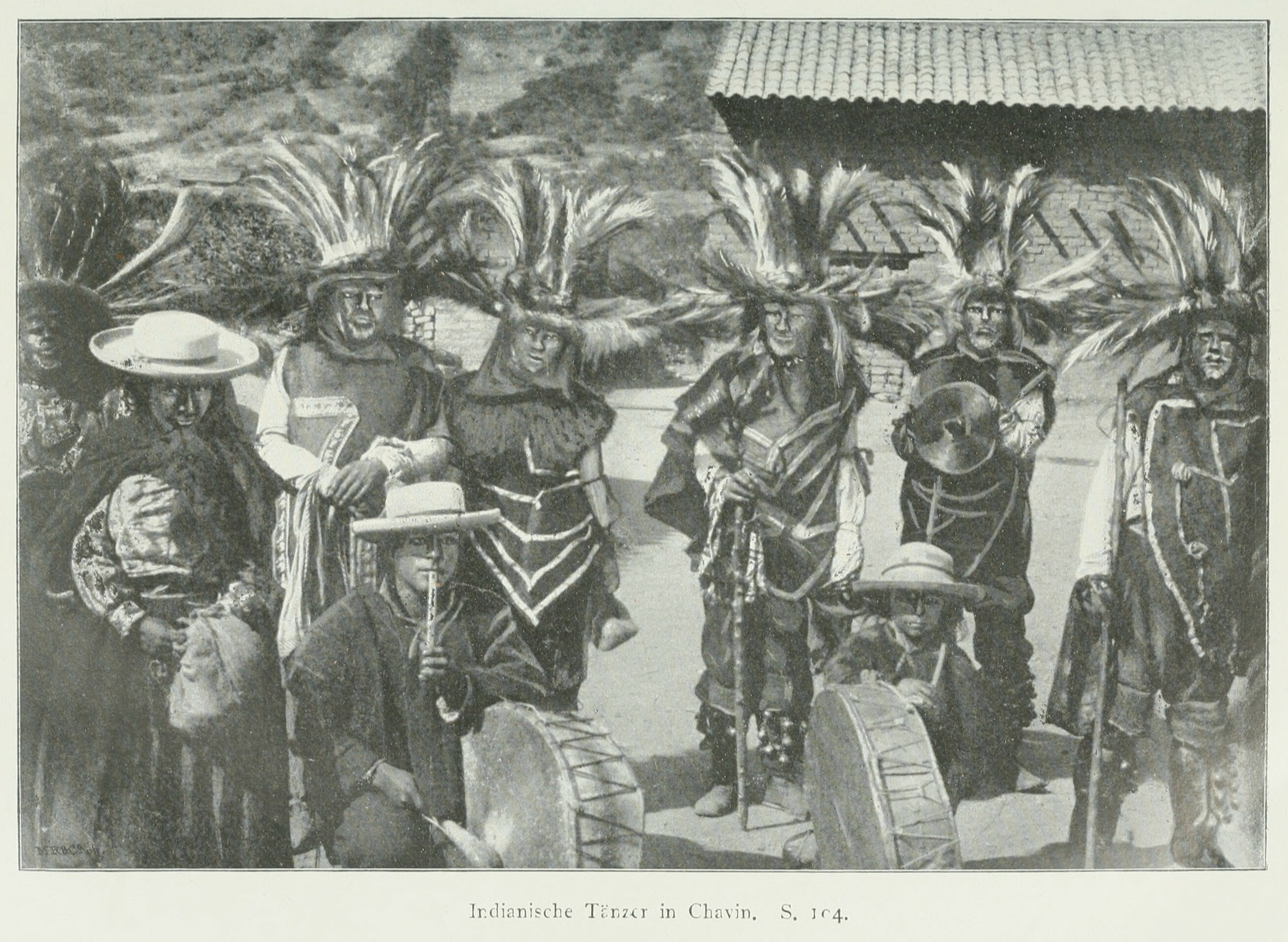
Danzantes, circa 1885.

El Wiskur Danza es una danza tradicional y ritual del distrito de Chavín de Huántar, provincia de Huari en la región Áncash, Perú. La danza toma lugar durante la Festividad de la Virgen del Carmen en Áncash, cuyo día central es el 14 de julio de cada año, y en otras celebraciones relacionadas con la promoción cultural local.
En la Resolución Directoral N. 1671-INC del 5 de noviembre de 2009 que declara a la Festividad de la Virgen del Carmen en Áncash como Patrimonio Cultural de la Nación se menciona que:

Que, el wiskur danza, evoca la fuerza y energía del cóndor, deidad ancestral del pueblo de Chavín. Dicha danza es ejecutada exclusivamente por varones, quienes mantienen vigente la fortaleza heredada de la gran cultura Chavín. La vestimenta consiste en un sombrero negro adornado con abundantes plumas coloreadas de añil, camisa blanca, dos llicllas que recuerdan el uso de algún peto que servía como protección a los antiguos guerreros Chavín, la máscara tallada en madera que otorga fiereza al danzante, y el broquel, accesorio de unos 20 centímetros de largo por 10 de ancho que semeja a un pequeño escudo

## Etimología
La palabra wiskur vendría del quechua ancashino: wiskur, nombre utilizado para el gallinazo (Coragyps atratus). El lingüista Gustavo Solís Fonseca ha argumentado que la palabra vendría de wisku “ciego o tuerto” en quechua y el sufijo agentivo –ri, un morfema aru, que le daría el significado "que ciega".

## Descripción
La danza es ejecutada principalmente por hombres, sean jóvenes o adultos, que cubren sus rostros con una máscara de madera policromada. La máscara es tallada y muestra «la faz estilizada de un hombre con bigote». Cada uno lleva un sombrero negro con abundantes plumas pintadas a mano con añil, sostiene un pequeño escudo de madera en una mano y en la otra un bastón de madera.
La danza se realiza en parejas y en grupos, acompañada por el sonido rítmico de flautas y tambores. La coreografía ha sido descrita como "guerrera" ya que los danzantes realizan movimientos que aluden al combate de cuerpo a cuerpo.